# (14997) 1997 VD4
(14997) 1997 VD4 est un astéroïde de la ceinture principale d'astéroïdes découvert en 1997.

## Description
(14997) 1997 VD4 a été découvert le 1er novembre 1997 à Kushiro (Japon) par Seiji Ueda et Hiroshi Kaneda.

### Caractéristiques orbitales
L'orbite de cet astéroïde est caractérisée par un demi-grand axe de 2,84 UA, un périhélie de 2,75 UA, une excentricité de 0,03 et une inclinaison de 1,37° par rapport à l'écliptique. Du fait de ces caractéristiques, à savoir un demi-grand axe compris entre 2 et 3,2 UA et un périhélie supérieur à 1,666 UA, il est classé, selon la JPL Small-Body Database, comme objet de la ceinture principale d'astéroïdes.

### Caractéristiques physiques
(14997) 1997 VD4 a une magnitude absolue (H) de 12,8 et un albédo estimé à 0,050.